# Henriette Davis
Henriette Davis es una deportista jamaicana que compitió en atletismo adaptado. Ganó tres medallas en los Juegos Paralímpicos de Verano en los años 1980 y 1988.

## Palmarés internacional
| Juegos Paralímpicos | Juegos Paralímpicos   | Juegos Paralímpicos | Juegos Paralímpicos |
| Año                 | Lugar                 | Medalla             | Prueba              |
| ------------------- | --------------------- | ------------------- | ------------------- |
| 1980                | Arnhem (Países Bajos) | Medalla de oro      | Peso 4              |
| 1980                | Arnhem (Países Bajos) | Medalla de plata    | Jabalina 4          |
| 1988                | Seúl (Corea del Sur)  | Medalla de bronce   | Jabalina 4          |